# キアン
|                  |                  |                  |                  |                  |                  |  |  | クー       |            |            |            |            |            |  |  |                       |                       |                       |                       |                       |                       |  |  |
|                  |                  |                  |                  |                  |                  |  |  |            |            |            |            |            |            |  |  |                       |                       |                       |                       |                       |                       |  |  |
|                  |                  |                  |                  |                  |                  |  |  | ケータン   |            |            |            |            |            |  |  |                       |                       |                       |                       |                       |                       |  |  |
|                  |                  |                  |                  |                  |                  |  |  |            |            |            |            |            |            |  |  |                       |                       |                       |                       |                       |                       |  |  |
|                  |                  |                  |                  |                  |                  |  |  | キアン     |            |            |            |            |            |  |  |                       |                       |                       |                       |                       |                       |  |  |
|                  |                  |                  |                  |                  |                  |  |  |            |            |            |            |            |            |  |  |                       |                       |                       |                       |                       |                       |  |  |
|                  |                  |                  |                  |                  |                  |  |  |            |            |            |            |            |            |  |  | ルー                  |                       |                       |                       |                       |                       |  |  |
|                  |                  |                  |                  |                  |                  |  |  |            |            |            |            |            |            |  |  |                       |                       |                       |                       |                       |                       |  |  |
| ディアン・ケヒト | ディアン・ケヒト | ディアン・ケヒト | ディアン・ケヒト | ディアン・ケヒト | ディアン・ケヒト |  |  | エスリン   | エスリン   | エスリン   | エスリン   | エスリン   | エスリン   |  |  |                       |                       |                       |                       |                       |                       |  |  |
| ディアン・ケヒト | ディアン・ケヒト | ディアン・ケヒト | ディアン・ケヒト | ディアン・ケヒト | ディアン・ケヒト |  |  | エスリン   | エスリン   | エスリン   | エスリン   | エスリン   | エスリン   |  |  |                       |                       |                       |                       |                       |                       |  |  |
|                  |                  |                  |                  |                  |                  |  |  |            |            |            |            |            |            |  |  |                       |                       |                       |                       |                       |                       |  |  |
|                  |                  |                  |                  |                  |                  |  |  | ミアハ     |            |            |            |            |            |  |  |                       |                       |                       |                       |                       |                       |  |  |
|                  |                  |                  |                  |                  |                  |  |  |            |            |            |            |            |            |  |  |                       |                       |                       |                       |                       |                       |  |  |
|                  |                  |                  |                  |                  |                  |  |  | エーディン | エーディン | エーディン | エーディン | エーディン | エーディン |  |  | トゥイレル・ ビクレオ | トゥイレル・ ビクレオ | トゥイレル・ ビクレオ | トゥイレル・ ビクレオ | トゥイレル・ ビクレオ | トゥイレル・ ビクレオ |  |  |
|                  |                  |                  |                  |                  |                  |  |  | エーディン | エーディン | エーディン | エーディン | エーディン | エーディン |  |  | トゥイレル・ ビクレオ | トゥイレル・ ビクレオ | トゥイレル・ ビクレオ | トゥイレル・ ビクレオ | トゥイレル・ ビクレオ | トゥイレル・ ビクレオ |  |  |
|                  |                  |                  |                  |                  |                  |  |  | アルメド   |            |            |            |            |            |  |  |                       |                       |                       |                       |                       |                       |  |  |
|                  |                  |                  |                  |                  |                  |  |  |            |            |            |            |            |            |  |  |                       |                       |                       |                       |                       |                       |  |  |

キアン またはキァン、キャン（アイルランド語: Cian mac Dían Cecht IPA 発音: /kʲiːən/ 。英: Cian）は、アイルランド神話（神話サイクル）に登場する神。トゥアハ・デ・ダナーン神族（ダーナ神族）で、ルーの父親。
仔犬（豚）に化けて逃げようとしたが、同じトゥアハ・デ・ダナーン族でも確執あるトゥレンの子ら三兄弟に殺害される。キアンの遺児のルーは、キアンの死の賠償品（エリック）として数多く魔法の品々を加害者たちに求めた。
民話に拠れば、キアン（キャン）は、豊穣の牛グラス・ガヴナンをめぐりバロールという郷士と争い、あるいは殺され、あるいは海神マナナーンの手を借りて牛も奪還し生還する。いずれにおいてもキャンはバロールの娘と通じて子をもうけ、その遺児（ルーとみなされる）が後年、バロールを殺害する。

## 名の意味
キアンとは"持続する者"というような意で、普通名詞ととれば"長い、持続する、遠い"等を指す形容詞と定義されている。
『来寇の書』によれば、キアンは「唖者の亡霊/勇士」(Scal Balb)という綽名でも呼ばれていた。これは複数の人物に充てられている綽名である。
なお、エスリウ（エスレン、エスニウ）という名はふつうキアンの妻（ルーの母親）の名と取られているが 、エスレン（Ethlend, Ethlenn）がキアンの別名だと述べる挿入文が『来寇の書』にあり、ルーが自分の父親をティゲルンワスの息子エスリウとする物語『幻影の予言 』 も存在する。

## 家系
キアンはダーナ神族の出だが、フォウォレ族のバロールの娘エスリウを妻としその間に息子ルーをもうけた。そしてキアンはその息子をフィル・ヴォルグ族のタルティウ王妃に養子として預けている。
古文書『来寇の書』によればキアンはディアン・ケヒトの三人息子 (Cú, Cethen, Cian) のひとり、あるいは四男二女のひとりとされているが、近世版物語『トゥレンの子らの最期』によれば、キアンはキャン・マック・カンチャ（現代発音。アイルランド語: Cainte）であるという。

## 概要
キアンは、同じトゥアハ・デ・ダナーン神族だが宿怨の相手であるトゥレンの子ら（トゥリル・ビクレオの息子たち）との対決を避けようと、豚（小犬）に変身し難を逃れようとしたが、見破られて殺された。キアンの息子ルーは、殺害者から数々の財宝を賠償金（エリック）として求めている。キアンがバロールの娘とめぐりあい、二人の間から子供（ルーとみなされる）が生まれたという物語は、口承文学（民話）により伝えられるもので、アイルランド神話の再話版などの材料につかわれる（宝牛グラス・ガヴナンにまつわるバロールの娘とキアンの民話を参照）。

## 伝承文学

### 『トゥレンの子らの最期』
近世（17世紀以降）の写本にのみ伝わる物語『トゥレンの子らの最期』によれば、題名主人公たる三兄弟（ブリアン、ヨハル、ヨハルヴァ）と、キアンら三兄弟（キアン、クー、ケータン）とのあいだには氏族間の紛争があった。キアンは、運悪くブリアンら兄弟と遭遇するが、時はマグ・トゥレドの戦いの火ぶたが切られたばかり、内輪もめをしている状況ではなかった。キアンは豚に変身して難を避けようとした。しかしブリアンはこの変身を看破し、弟たちを魔法の杖で犬に変化させて追わせ、槍を投じて豚の姿のキアンを負傷させた。自分がキアンだと名乗る豚は、たっての願いにより、殺される前に人間の姿に戻ることを許される。ところがキアンは人間に戻るやいなや、次のような台詞を吐いた。「まんまとだましてやったぞ、お前たち。もし豚の姿のわしを殺したならば、豚の賠償を払えばよかったものを。しかし、わし自身の姿で殺すならば、古今金輪際、比肩するものない大きな賠償が支払われされることになろう。わしを殺した凶器が、犯人が誰だかわが息子（ルー）に訴えるだろう」という意味の宣告をした。そこでブリアンらは、そこらの石ころを打ちつけて証拠隠しを図った。肉塊となったキアンを埋葬したが、大地はこの同朋殺しを受け入れることを拒み、六度にわたり地上に吐き出した。結局、父親の埋められた場所をルーは突き止め、真相を察知してしまう。
ルーは賠償として、シチリア島の王の二頭の馬 、ペルシア王ピサールの持つ槍、アーサル（Easal）の七匹の豚、仔犬ファリニシュ等々を請求した。
この物語では、家系譜が古書と異なっている。物語ではディアン・ケヒトとミアハ父子（家系図参照）は登場するが、前者はキアンの父とされておらず、かわりにカンチャがキアンの父親となっている。

### 『アイルランド来寇の書』
『来寇の書』にある、キアンの殺害と賠償についての段落(¶319)には、次にように書かれている：" トゥリル・ビクレオとその息子たちブリアン、ヨハル、ヨハルヴァの冒険。.. デルバイス・マク・オグマは、トゥイレル・ピクレオと言い、その息子らは、ルーの父親[で]エスレン[の夫]キアンを殺した。キアンが小犬（小型の飼犬）の姿に変じて、ブルー（ナ・ボーニャ）に行くときのことであった"。
この古書によれば、キアンは膝乗りの大きさの愛玩犬（ラップ・ドッグ）に変身したのであり、豚になったのではない。アイルランド語で二つの言葉が似ているので間違えられたのだと考察されている。
また、ルーが要求した賠償の内訳も、アッサルの槍(アイルランド語: Gāei Assail )など微妙に違っている。

## 婚姻譚

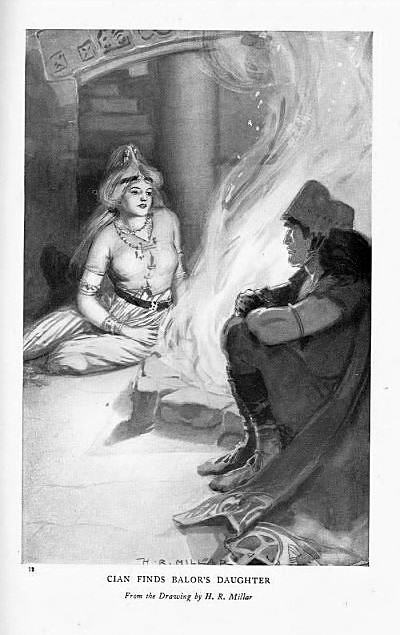
キアンとバロールの娘 ―H・R・ミラー（挿絵）, Charles Squire, Celtic Myth and Legend (1905)

キアンの婚姻についての詳細を語ったグラス・ガヴナン（グラス・ガヴレン）の説話は、文献例はなく19世紀に収集された英語での口承文学の記録しかないが、中世の伝承の名残をとどめるものとして学界でも扱われている。

### 民話でのキアンの名
主人公の名は、正しくはアイルランド語でキャン・マック・カンチャ（Cian mac Cáinte）である。
しかし英語で刊行された民話では、音写でキャン・マック・コンチェ（Kian mac Kontje）等と伝わっている（ラーミニー話集版）。
あるいはマック・キニーリーもしくはマッキニーリーに名前が変じてしまっている例もみられる（オドノヴァン版、下に要約）。このアイルランド名は、‘狼頭の息子’の意味だと説明される。
また、フィン・マッキニーリー という名になっている類話もあり、内容のほぼ近い英語版とアイルランド語版で確認できる。こちらでは兄弟の名がギョラ・ドヴ（黒き若者）とドンである。

### 婚姻譚の梗概
以下、19世紀中葉頃、トーリー島の住民からオドノヴァンが採集した民話を要約するが、グレゴリー夫人の再話にもなっているので、その相違点も注釈する。

火の丘陵という地（現今のドニゴール県ドラムナティニー）には、鍛冶師ガヴィダとマック・サヴィン、マック・キニーリーの三兄弟が住んでおり、海を隔てたトーリー島にはバロール将軍が住んでいた。
（マック・キニーリーが、キアンに相当し、再話でもキアンに置き換えられている人物である。）

このマック・キニーリーが、やがてバロールの娘と契りを交わして一子をもうけることとなる。バロールはしかし、配下のドルイド僧より、自分の孫に殺される運命だと聞いていた。よって、バロールは娘のエフネを、「巨塔（トール・モール）」と呼ばれる天険の岩柱にそびえる塔に幽閉した。
この話例では、マック・キニーリーが不思議の牛グラス・ガヴナンの所有者であった。しかしある日、牛番をしていた兄弟がバロールに騙されて牛を盗まれてしまう。マック・キニーリーは、ドルイド僧に相談するが、邪眼のバロールが生きているうちは牛の奪還は不可能と諭される。するとキアンは女性守護霊（リャナン・シー）である「山のビローグ」の助力を得。また、グレゴリー夫人やロールストンは女ドルイドと書き換えている。) 、バロールの娘の塔に潜入し、男を見たことのない彼女はたちまち恋におちて、子供を妊娠してしまう。なお、塔の世話役は女性ばかりだったので、この妖精（バンシー）は、マック・キニーリーに女装させてから島へと運んでいる。
やがて三つ子が生まれると、バロールはこれらを溺死させようとするが、嬰児の一人は生き残り、この話例では名前が明かされないが、長腕のルーに当たる。

### バロールのキアン殺し
オドノヴァンの採集話によれば、結局マック・キニーリーことキアンは、バロールに殺害されてしまう。バロールが首を刎ねたとき、その血しぶきは白い岩にかかって染みついた。その岩と伝わる赤い脈の入った大理石の塊は、地元で石柱に据えられ「ニーリーの岩」（"Clogh-an-Neely"; 復元アイルランド語: cloch Chinnfhaolaidh）と呼ばれて祀られていた。

## ウェールズ文学との比較
一部の学者によれば、ウェールズ神話のグウィディオンがキアンに相当するという。
スェウ・スァウ・ゲファスの生誕については、マビノギオンの第四枝篇『マソヌウイの息子マース』に記述されている。このなかで、スェウの実父が誰なのかは明記されていないが、グウィディオンが姉との近親相姦でもうけたのがスェウと導く論旨があり、よってスェウのグウィディオンとルーの父キアンは対称関係となる。
ただ、神話同士の直接比較というより、ウェールズ神話のグウィディオンと民話のマック・キニーリーことキアンとの比較として、ジョン・リースの学説は展開している。
ひとつの共通モチーフとして挙げられるのが、生まれた子を、その肉親が捨てさせる（しかし子は生存する）モチーフである。またこれは、世界的に分布がみられる「王とその死の予言」モチーフであるとの指摘がある。確かに、王族が予言通り子や孫に殺される展開は、キアンとバロールの民話にも、古代ギリシアのペルセウスやオイディプースの伝説にもみられる類似点である。